# Staurastrum pyramidatum
Staurastrum pyramidatum  là một loài Song tinh tảo trong họ Desmidiaceae, thuộc chi Staurastrum.